# Caetano Ferrari

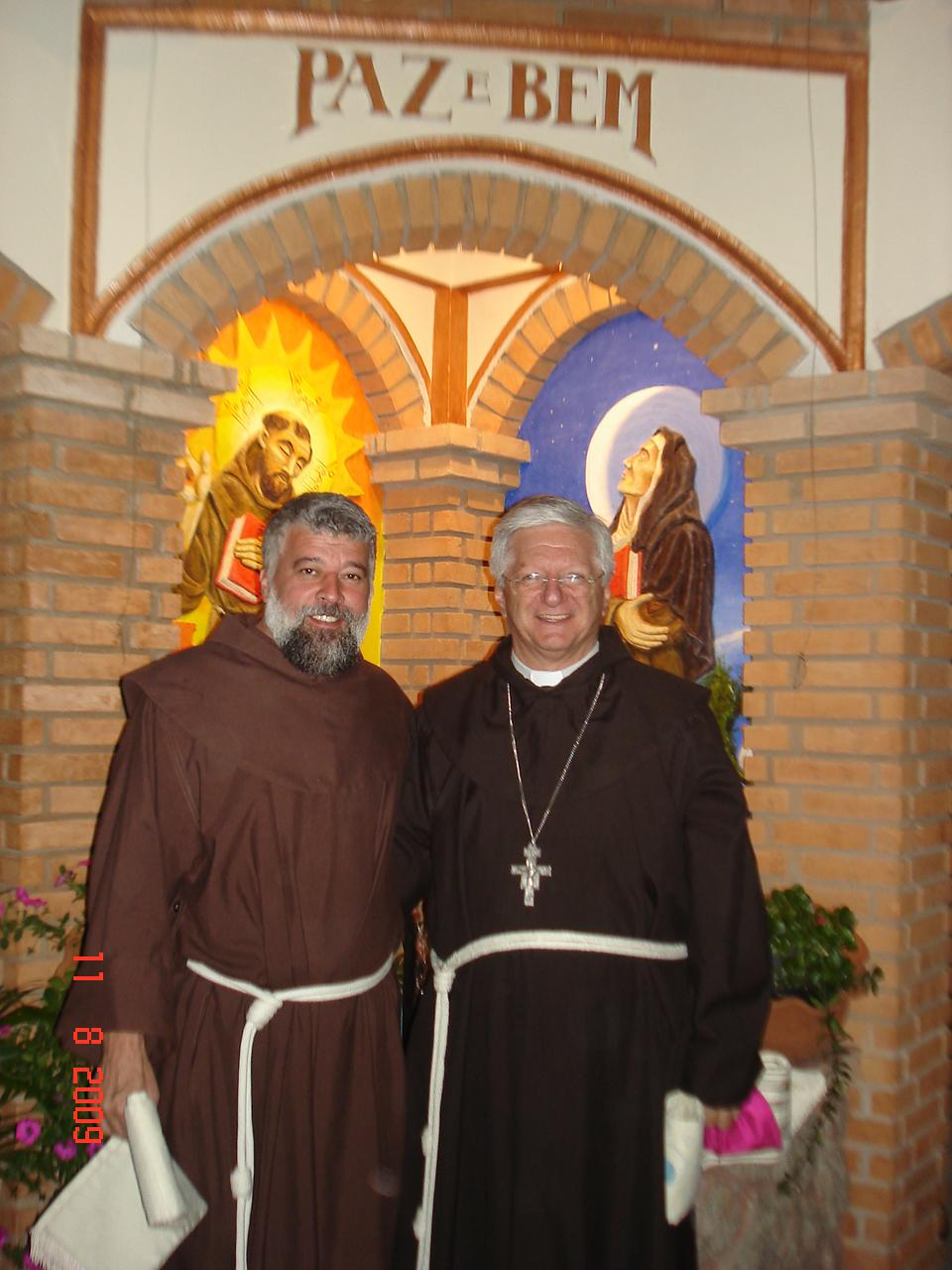
Caetano Ferrari 2009 in Bauru mit einem franziskanischen Mitbruder

Caetano Ferrari OFM (* 30. Juli 1942 in Pirajuí, Brasilien) ist ein brasilianischer Ordensgeistlicher und emeritierter römisch-katholischer Bischof von Bauru.

## Leben
Caetano Ferrari trat der Ordensgemeinschaft der Franziskaner (OFM) bei, legte am 14. November 1969 die Profess ab und empfing am 27. Dezember 1970 die Priesterweihe.
Papst Johannes Paul II. ernannte ihn am 24. April 2002 zum Koadjutorbischof von Franca. Die Bischofsweihe spendete ihm der Erzbischof von São Paulo, Cláudio Kardinal Hummes OFM, am 7. Juli desselben Jahres; Mitkonsekratoren waren Arnaldo Ribeiro, Erzbischof von Ribeirão Preto, und Diógenes da Silva Matthes, Bischof von Franca. Als Wahlspruch wählte er EVANGELIZARE OMNI CREATURÆ.
Mit der Emeritierung Diógenes da Silva Matthes’ am 7. September 2006 folgte er ihm als Bischof von Franca nach. Papst Benedikt XVI. ernannte ihn am 15. April 2009 zum Bischof von Bauru.
Papst Franziskus nahm am 28. März 2018 seinen altersbedingten Rücktritt an.